# 真夏の夜の動物園
「真夏の夜の動物園」（まなつのよるのどうぶつえん）は、1968年6月に発売されたザ・ダイナマイツの楽曲。デビューから3枚目のシングルである。
作詞は橋本淳、作曲は鈴木邦彦。詞には「ジャングル」「アフリカ」と、熱帯を意識した語句が使われ、また、メンバー自身のものと思われる、猛獣の鳴き声を真似たかのような絶叫が、間奏で繰り返し挿入されているのが特徴である。作曲した鈴木も、自身のバンド「鈴木邦彦とザ・ジョーカーズ」で、この曲をインストゥルメンタルという形でセルフカバーしている。
B面は「毛皮になったしま馬」。ケニアから日本に連れて来られたシマウマの悲哀を、フォークソング風に唄っている。

## 収録曲
- 両楽曲とも、作曲・編曲:鈴木邦彦

1. 真夏の夜の動物園
  - 作詞:橋本淳
2. 毛皮になったしま馬
  - 作詞:林春生

| スタブアイコン | サブスタブ | この項目は、まだ閲覧者の調べものの参照としては役立たない、シングルに関連した書きかけの項目です。この項目を加筆・訂正などしてくださる協力者を求めています（P:音楽/PJ:楽曲）。 |